# Picot aladaurat
El picot aladaurat (Campethera maculosa) és una espècie d'ocell de la família dels pícids (Picidae) que habita boscos de les terres baixes al sud de Mauritània, sud de Mali, Senegal, Gàmbia, Guinea Bissau, Guinea, Sierra Leone, Libèria, Costa d'Ivori i Ghana.